# Georg Hempel (Politiker, 1847)

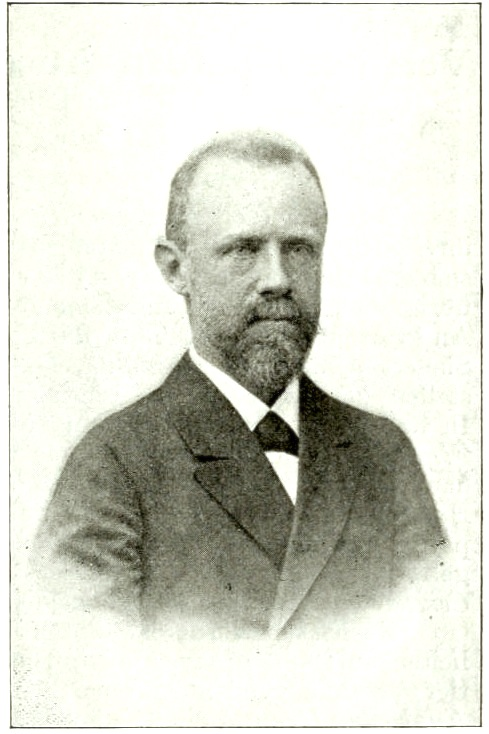
Georg Hempel

Eduard Georg Hempel (* 17. April 1847 in Pulsnitz; † 11. Oktober 1904 in München) war ein deutscher Unternehmer, Rittergutsbesitzer und Politiker.

## Leben
Georg Hempel war ein Sohn des Rittergutsbesitzers und Landtagsabgeordneten Franz Guido Hempel (1818–1885). Er besuchte die Dresdner Annen-Realschule und später das Polytechnikum Dresden, wo er Maschinenbau studierte. Er begann seine praktische kaufmännische Ausbildung in Barmen und arbeitete danach mehrere Jahre in Frankreich (Paris, Le Havre, St. Etienne), Großbritannien (London) und den USA (New York). In das 1768 gegründete Familienunternehmen Chr. Hempels Ww. & Sohn trat er 1872 ein. Seit 1886 war er alleiniger Eigentümer desselben und einer 1881 in Grodzisk bei Warschau (damals zu Russland gehörend) unter gleicher Firma errichteten Fabrik. Ferner war er Mitglied des Aufsichtsrats der Sächsischen Bank zu Dresden und Vizepräsident der Handelskammer zu Zittau, deren Mitglied er seit 1881 war. Weiter war er Mitglied der Bezirksversammlung Kamenz und Stadtverordneter in Pulsnitz. Ab 1890 bewirtschaftete er das seit langer Zeit im Besitz seiner Familie befindliche Rittergut Ohorn.
Er hatte die damals größte private Kakteen-Sammlung in Deutschland und war Mitglied der Deutschen Kakteen-Gesellschaft. Nach ihm sind die Kakteenarten Opuntia hempeliana (ein ungelöster Name) und Echinocereus hempelii benannt.
Von 1890 bis 1893 war er Mitglied des Deutschen Reichstags für den Reichstagswahlkreis Königreich Sachsen 3 (Bautzen, Kamenz, Bischofswerda) und die Deutschkonservative Partei. Ab 1893 war er ernanntes Mitglied der I. Kammer des Sächsischen Landtags. Er trug den Ehrentitel eines (königlich sächsischen) Kommerzienrats, später eines Geheimen Kommerzienrats.
Er starb 1904 an einem Herzleiden, vier Wochen nach seiner Frau und einen Tag nach seinem einzigen Sohn Gotthard (1879–1904). Seine Tochter Maria (1881–1908) überlebte ihn um vier Jahre. Sie war alleinige Erbin des Ritterguts Ohorn und des Familienunternehmens. Nacherben waren sein Bruder, der General Kurt Hempel (1857–1922) und Doris Hempel (um 1858–1939).